# Arirang TV
Arirang TV er et engelsksproget sydkoreansk tv-netværk baseret i Seoul og rettet mod et oversøisk publikum. Det drives af Korea International Broadcasting Foundation og støttes økonomisk af ministeriet for kultur, sport og turisme. Kanalen, der sendes i 103 lande, sigter mod at tilbyde et omfattende og informativt overblik over Koreas halvøs anliggender samt verdensspørgsmål ud fra et globalt perspektiv.
Kanalen sender forskellige programmeringer i forskellige lande, men generelt udsender nyheder, kulturelle programmer, uddannelsesprogrammer og dokumentarfilm.
Dets flagskibsnyhedsprogrammer indeholder aktuelle aktualitetshistorier, dybtgående interviews med verdenseksperter og fremtrædende enkeltpersoner.